# Championnat d'Asie de football des moins de 16 ans 1998
Navigation
Thaïlande 1996 Viet-Nam 2000
Le Championnat d'Asie de football des moins de 16 ans 1998 est la huitième édition du Championnat d'Asie de football des moins de 16 ans qui a eu lieu au Qatar du 3 au 17 septembre 1998. L'équipe d'Oman, championne d'Asie lors de l'édition précédente va y défendre son titre. Ce tournoi sert de qualification pour la prochaine Coupe du monde des moins de 17 ans, qui aura lieu en Nouvelle-Zélande durant l'été 1999 : seuls les 2 finalistes seront directement qualifiés pour le tournoi mondial tandis que le troisième participera au barrage intercontinental face au champion d'Océanie.

## Qualification
Les sélections asiatiques, à l'exception du Qatar, organisateur du tournoi final et donc exempt, sont réparties en 9 poules géographiques. Seul le premier de chacune de ces poules est qualifiée pour la phase finale.

### Poule 1
- Matchs disputés à Bosher, à Oman :

| Rang | Équipe       | Pts | J | G | N | P | Bp | Bc | Diff |  | Résultats (▼ dom., ► ext.) |  |     |     |      |
| ---- | ------------ | --- | - | - | - | - | -- | -- | ---- |  | -------------------------- |  | --- | --- | ---- |
| 1    | Oman         | 9   | 3 | 3 | 0 | 0 | 18 | 1  | +17  |  | Oman                       |  | 3-1 | 4-0 | 11-0 |
| 2    | Koweït       | 4   | 3 | 1 | 1 | 1 | 8  | 4  | +4   |  | Koweït                     |  |     | 1-1 | 6-0  |
| 3    | Turkménistan | 4   | 3 | 1 | 1 | 1 | 4  | 6  | -2   |  | Turkménistan               |  |     |     | 3-1  |
| 4    | Palestine    | 0   | 3 | 0 | 0 | 3 | 1  | 20 | -19  |  | Palestine                  |  |     |     |      |

### Poule 2
- Matchs disputés à Tabriz, en Iran :

| Rang | Équipe              | Pts | J | G | N | P | Bp | Bc | Diff |  | Résultats (▼ dom., ► ext.) |  |     |     |
| ---- | ------------------- | --- | - | - | - | - | -- | -- | ---- |  | -------------------------- |  | --- | --- |
| 1    | Iran                | 6   | 2 | 2 | 0 | 0 | 4  | 0  | +4   |  | Iran                       |  | 1-0 | 3-0 |
| 2    | Émirats arabes unis | 3   | 2 | 1 | 0 | 1 | 3  | 1  | +2   |  | Émirats arabes unis        |  |     | 3-0 |
| 3    | Tadjikistan         | 0   | 2 | 0 | 0 | 2 | 0  | 6  | -6   |  | Tadjikistan                |  |     |     |
| 4    | Yémen forfait       |     |   |   |   |   |    |    |      |  |                            |  |     |     |

### Poule 3
- Matchs disputés à Hael, en Arabie saoudite :

| Rang | Équipe          | Pts | J | G | N | P | Bp | Bc | Diff |  | Résultats (▼ dom., ► ext.) |  |     |     |
| ---- | --------------- | --- | - | - | - | - | -- | -- | ---- |  | -------------------------- |  | --- | --- |
| 1    | Bahreïn         | 6   | 2 | 2 | 0 | 0 | 7  | 2  | +5   |  | Bahreïn                    |  | 5-1 | 2-1 |
| 2    | Jordanie        | 3   | 2 | 1 | 0 | 1 | 3  | 5  | -2   |  | Jordanie                   |  |     | 2-0 |
| 3    | Arabie saoudite | 0   | 2 | 0 | 0 | 2 | 1  | 4  | -3   |  | Arabie saoudite            |  |     |     |

### Poule 4
- Matchs disputés à Hyderabad, en Inde :

| Rang | Équipe        | Pts | J | G | N | P | Bp | Bc | Diff |  | Résultats (▼ dom., ► ext.) |  |     |     |     |
| ---- | ------------- | --- | - | - | - | - | -- | -- | ---- |  | -------------------------- |  | --- | --- | --- |
| 1    | Corée du Nord | 9   | 3 | 3 | 0 | 0 | 9  | 1  | +8   |  | Corée du Nord              |  | 1-0 | 2-0 | 6-1 |
| 2    | Inde          | 4   | 3 | 1 | 1 | 1 | 6  | 1  | +5   |  | Inde                       |  |     | 0-0 | 6-0 |
| 3    | Pakistan      | 2   | 3 | 0 | 2 | 1 | 1  | 3  | -2   |  | Pakistan                   |  |     |     | 1-1 |
| 4    | Kazakhstan    | 1   | 3 | 0 | 1 | 2 | 2  | 13 | -11  |  | Kazakhstan                 |  |     |     |     |

### Poule 5
- Matchs disputés à Katmandou, au Népal :

| Rang | Équipe     | Pts | J | G | N | P | Bp | Bc | Diff |  | Résultats (▼ dom., ► ext.) |  | Drapeau du Népal |     |      |
| ---- | ---------- | --- | - | - | - | - | -- | -- | ---- |  | -------------------------- |  | ---------------- | --- | ---- |
| 1    | Bangladesh | 9   | 3 | 3 | 0 | 0 | 16 | 0  | +16  |  | Bangladesh                 |  | 1-0              | 4-0 | 11-0 |
| 2    | Népal      | 6   | 3 | 2 | 0 | 1 | 11 | 1  | +10  |  | Népal                      |  |                  | 1-0 | 10-0 |
| 3    | Sri Lanka  | 3   | 3 | 1 | 0 | 2 | 8  | 5  | +3   |  | Sri Lanka                  |  |                  |     | 8-0  |
| 4    | Guam       | 0   | 3 | 0 | 0 | 3 | 0  | 29 | -29  |  | Guam                       |  |                  |     |      |

### Poule 6
- Matchs disputés à Tachkent, en Ouzbékistan :

| Rang | Équipe          | Pts | J | G | N | P | Bp | Bc | Diff |  | Résultats (▼ dom., ► ext.) |  |     |     |
| ---- | --------------- | --- | - | - | - | - | -- | -- | ---- |  | -------------------------- |  | --- | --- |
| 1    | Irak            | 6   | 2 | 2 | 0 | 0 | 8  | 1  | +7   |  | Irak                       |  | 3-1 | 5-0 |
| 2    | Ouzbékistan     | 3   | 2 | 1 | 0 | 1 | 7  | 3  | +4   |  | Ouzbékistan                |  |     | 6-0 |
| 3    | Maldives        | 0   | 2 | 0 | 0 | 2 | 0  | 11 | -11  |  | Maldives                   |  |     |     |
| 4    | Bhoutan forfait |     |   |   |   |   |    |    |      |  |                            |  |     |     |

### Poule 7
- Matchs disputés à Chengdu, en Chine :

| Rang | Équipe              | Pts | J | G | N | P | Bp | Bc | Diff |  | Résultats (▼ dom., ► ext.) |  |     |     |
| ---- | ------------------- | --- | - | - | - | - | -- | -- | ---- |  | -------------------------- |  | --- | --- |
| 1    | Corée du Sud        | 4   | 2 | 1 | 1 | 0 | 6  | 0  | +6   |  | Corée du Sud               |  | 0-0 | 6-0 |
| 2    | Chine               | 4   | 2 | 1 | 1 | 0 | 6  | 0  | +6   |  | Chine                      |  |     | 6-0 |
| 3    | Taïwan              | 0   | 2 | 0 | 0 | 2 | 0  | 12 | -12  |  | Taïwan                     |  |     |     |
| 4    | Philippines forfait |     |   |   |   |   |    |    |      |  |                            |  |     |     |

### Poule 8
- Matchs disputés à Yangon, en Birmanie :

| Rang | Équipe    | Pts | J | G | N | P | Bp | Bc | Diff |  | Résultats (▼ dom., ► ext.) |  |     |     |     |     |
| ---- | --------- | --- | - | - | - | - | -- | -- | ---- |  | -------------------------- |  | --- | --- | --- | --- |
| 1    | Japon     | 12  | 4 | 4 | 0 | 0 | 15 | 2  | +13  |  | Japon                      |  | 2-1 | 4-0 | 4-1 | 5-0 |
| 2    | Birmanie  | 9   | 4 | 3 | 0 | 1 | 13 | 4  | +9   |  | Birmanie                   |  |     | 4-0 | 5-0 | 3-2 |
| 3    | Hong Kong | 4   | 4 | 1 | 1 | 2 | 5  | 9  | -4   |  | Hong Kong                  |  |     |     | 1-1 | 4-0 |
| 4    | Laos      | 4   | 4 | 1 | 1 | 2 | 4  | 11 | -7   |  | Laos                       |  |     |     |     | 2-1 |
| 5    | Malaisie  | 0   | 4 | 0 | 0 | 4 | 3  | 14 | -11  |  | Malaisie                   |  |     |     |     |     |

### Poule 9
- Matchs disputés à Chonburi, en Thaïlande :

| Rang | Équipe    | Pts | J | G | N | P | Bp | Bc | Diff |  | Résultats (▼ dom., ► ext.) |  |     |     |      |
| ---- | --------- | --- | - | - | - | - | -- | -- | ---- |  | -------------------------- |  | --- | --- | ---- |
| 1    | Thaïlande | 9   | 3 | 3 | 0 | 0 | 25 | 0  | +25  |  | Thaïlande                  |  | 6-0 | 9-0 | 10-0 |
| 2    | Indonésie | 4   | 3 | 1 | 1 | 1 | 8  | 8  | 0    |  | Indonésie                  |  |     | 2-2 | 6-0  |
| 3    | Singapour | 4   | 3 | 1 | 1 | 1 | 4  | 12 | -8   |  | Singapour                  |  |     |     | 2-1  |
| 4    | Brunei    | 0   | 3 | 0 | 0 | 3 | 1  | 18 | -17  |  | Brunei                     |  |     |     |      |

## Équipes participantes
- Qatar - Organisateur
- Thaïlande
- Japon
- Corée du Sud
- Irak
- Bangladesh
- Corée du Nord
- Bahreïn
- Iran
- Oman

## Résultats
Les 10 équipes participantes sont réparties en 2 poules. Au sein de la poule, chaque équipe rencontre ses adversaires une fois. À l'issue des rencontres, les 2 premiers de chaque poule se qualifient pour la phase finale de la compétition, disputée en demi-finales et finale. 

### Groupe A
| Rang | Équipe        | Pts | J | G | N | P | Bp | Bc | Diff |  | Résultats (▼ dom., ► ext.) |  |     |     |     |     |
| ---- | ------------- | --- | - | - | - | - | -- | -- | ---- |  | -------------------------- |  | --- | --- | --- | --- |
| 1    | Qatar         | 10  | 4 | 3 | 1 | 0 | 9  | 3  | +6   |  | Qatar                      |  | 1-1 | 1-0 | 3-2 | 4-0 |
| 2    | Thaïlande     | 7   | 4 | 2 | 1 | 1 | 6  | 6  | 0    |  | Thaïlande                  |  |     | 3-2 | 0-2 | 2-1 |
| 3    | Irak          | 6   | 4 | 2 | 0 | 2 | 9  | 4  | +5   |  | Irak                       |  |     |     | 3-0 | 4-0 |
| 4    | Corée du Nord | 6   | 4 | 2 | 0 | 2 | 5  | 6  | -1   |  | Corée du Nord              |  |     |     |     | 1-0 |
| 5    | Iran          | 0   | 4 | 0 | 0 | 4 | 1  | 11 | -10  |  | Iran                       |  |     |     |     |     |

### Groupe B
| Rang | Équipe       | Pts | J | G | N | P | Bp | Bc | Diff |  | Résultats (▼ dom., ► ext.) |  |     |     |     |     |
| ---- | ------------ | --- | - | - | - | - | -- | -- | ---- |  | -------------------------- |  | --- | --- | --- | --- |
| 1    | Bahreïn      | 9   | 4 | 3 | 0 | 1 | 9  | 6  | +3   |  | Bahreïn                    |  | 4-3 | 1-2 | 2-0 | 2-1 |
| 2    | Corée du Sud | 9   | 4 | 3 | 0 | 1 | 8  | 6  | +2   |  | Corée du Sud               |  |     | 2-1 | 2-1 | 1-0 |
| 3    | Japon        | 7   | 4 | 2 | 1 | 1 | 8  | 6  | +2   |  | Japon                      |  |     |     | 2-2 | 3-1 |
| 4    | Bangladesh   | 2   | 4 | 0 | 2 | 2 | 4  | 7  | -3   |  | Bangladesh                 |  |     |     |     | 1-1 |
| 5    | Oman         | 1   | 4 | 0 | 1 | 3 | 3  | 7  | -4   |  | Oman                       |  |     |     |     |     |

### Demi-finales
| 15 septembre 1998 | Qatar | 2 - 1 | Corée du Sud | Al Arabi Stadium, Doha |  |
|                   |       |       |              |                        |  |

| 15 septembre 1998 | Bahreïn | 0 - 6 | Thaïlande | Al Arabi Stadium, Doha |  |
|                   |         |       |           |                        |  |

### Match pour la3eplace
| 17 septembre 1998 | Bahreïn | 5 - 1 | Corée du Sud | Al Arabi Stadium, Doha |  |
|                   |         |       |              |                        |  |

- Bahreïn se qualifie pour le barrage intercontinental face au champion d'Océanie.

### Finale
| 17 septembre 1998 | Thaïlande       | 1 - 1 t.a.b. | Qatar | Al Arabi Stadium, Doha |  |
|                   |                 |              |       |                        |  |
|                   | Tirs au but 3-2 |              |       |                        |  |

## Barrage intercontinental
La Nouvelle-Zélande, pays organisateur de la prochaine Coupe du monde, est qualifié d'office pour la compétition. Pour permettre à une autre équipe d'avoir une chance de se qualifier par le biais du championnat d'Océanie, un barrage est organisé entre le champion d'Océanie, l'Australie, et l'équipe arrivée 3e du championnat de l'AFC des moins de 16 ans 1998, l'équipe de Bahreïn. Les 2 équipes s'affrontent en matchs aller et retour pour déterminer le dernier qualifié pour le tournoi mondial.
| 14 août 1999 | Australie | 2 - 1 | Bahreïn | Canberra |  |
|              |           |       |         |          |  |

| 27 août 1999 | Bahreïn | 0 - 1 | Australie | Manama |  |
|              |         |       |           |        |  |

- L'Australie se qualifie pour la Coupe du monde 1999 (score cumulé 3-1).

### Équipes qualifiées pour la Coupe du monde
Les sélections qualifiées pour la prochaine Coupe du monde sont :
- Thaïlande
- Qatar

## Sources et liens externes
- (en) Feuilles de matchs et infos sur RSSSF